# Ice King (DC Comics)
Ice King (Rey Hielo o Rey del Hielo en español) es en nombre de dos personajes diferentes, ambos supervillanos, pertenecientes al Universo DC. Un tercer personaje con la apariencia de Rey de Hielo aparece a partir de The New 52, llamado "Dead King". Atlan el primer gobernante de la Atlántida tiene la apariencia de un hombre congelado y muerto, esta versión del personaje también es un supervillano enemigo de Aquaman.

### Tierra-S

#### Pre Crisis
En 1953, en la Tierra-S, el pueblo minero de oro Jackpot, Alaska se ve amenazado por el Rey del Hielo y su gente. Han despertado de un sueño que ha durado desde el final de la última edad de hielo. El Rey de Hielo planea usar el oro de la mina Jackpot para darle poder a su rayo de congelación, una poderosa tecnología que lanzará a la Tierra a una nueva edad de hielo., lo que hundirá a la Tierra en una nueva edad de hielo. La Familia Marvel, el Capitán Marvel, Mary Marvel y el Capitán Marvel, Jr., terminan el por detener los planes del Rey del Hielo. El Rey de Hielo no poseía superpoderes pero contaba con equipo de alta tecnología con el cual podía congelar grandes superficies. Su medio de transporte eran Mamuts lanudos y su armamento eran pistolas con rayos congeladores.

### Tierra-1
Un personaje llamado Ice king, y cuyo nombre es desconocido apareció por primera vez en Adventure Comics (septiembre de 1981), era un supervillano con la capacidad de generar y controlar el hielo. Era un personaje distinto al original ya que era afroamericano. Pertenecía a The Evil Eight un equipo de Supervillanos del "Maestro" que creó a partir de muestras de células de personas desconocidas. Tras su derrota y exposición como clones, los Evil Eight fueron entregados a STAR Labs para su posterior estudio y evaluación psíquica con la esperanza de que puedan ser rehabilitados y devueltos a la sociedad como ciudadanos útiles. Era un enemigo secundario de los Dial H For Hero, el Dial era un grupo que hacia que su poseedor se convierta en un superhéroe con un nombre, vestimenta y poderes diferentes. Estos superhéroes suelen ser nuevos, pero en una ocasión el dial hizo que el usuario se convirtiera en un duplicado de los superhéroes existentes, como Plastic Man.

### Los Nuevos 52
A partir de The New 52 en la historia de Aquaman es presentado Atlan con una nueva imagen y apodado "Dead King" el primer rey de la Atlántida, aunque nunca se le llama Rey de Hielo, su apariencia es de un cadáver congelado pero con vida, con una corona de rey y armadura Atlante. Han pasado miles de años tras la venganza de Atlan. Los habitantes de la Atlántida, cuyos cuerpos han evolucionado para vivir bajo el agua, han olvidado su nombre y lo conocen como Dead King (Rey Muerto). Estos nuevos atlantes son gobernados por los descendiente de Orin lo que provoca la ira de Atlan, quien ha despertado de un prolongado sueño y quien ahora cuenta con poderes como congelar todo lo que esté cerca, los años han hecho que el odio lo convierta en una persona cruel a quien poco le importa sacrificar la vida de otros con tal de conseguir sus objetivos. Dead King secuestra a Mera, la pareja del actual rey Arthur conocido como Aquaman, a la que lleva a Xebel para tomarla de carnada y atraer al rey, sin embargo Aquaman logra salvarla y huir junto a ella. Atlan le muestra su historia a los soldados de Xebel y los obliga a jurarle lealtad, junto a su nuevo ejército invade la Atlántida aprisionando a sus habitantes y gobernando durante los meses que Arthur estuvo desaparecido. Cuando Aquaman regresa, vuelve con un ejército de seres de la zanja liberando a su pueblo y teniendo una batalla definitiva contra Dead King, en la cual asesina al primer rey arrojando su cuerpo en lava ardiente.
Atlan fue el primer rey de la Atlántida, cuando esta aún existía sobre la superficie. Para fortalecer al reino y traer la paz, Atlan invitó a otras tribus rivales a unirse a su nación para convertirse en una sola. Esto fue una ofensa para varios atlantes conservadores, quienes se creían superiores, por lo que mezclarse con otras tribus no les parecía adecuado, estos atlantes eran liderados por Orin, el hermano de Atlan, quien realizó un golpe de Estado con el que dejó malherido a Atlan obligándolo a huir, además de asesinar a su familia.
Atlan pasó años exiliado en los cuales forjó seis reliquias mágicas que junto a su tridente serían conocidas como las Reliquias del rey muerto. Acompañado de las reliquias regresó a su antiguo reino donde asesinó a Orin y para vengarse del pueblo que lo rechazó uso el Cetro del rey muerto para hundir a Atlántida en el océano. Tras esto desapareció por lo que se le dio por muerto.

## En otros medios

### Televisión
El Rey de Hielo aparece por primera vez en la serie animada Liga de la Justicia Ilimitada en el tercer episodio "Hacia Otra Costa" de la tercera temporada. En la sede de la Sociedad secreta de supervillanos, Gorilla Grodd llama a una reunión de varios miembros de la sociedad. Lex Luthor informa que ha estado usando su genio científico para aumentar las habilidades de varios miembros de la Legión. Grodd reparte una misión: un barco Vikingo perteneciente al Príncipe Jon, un guerrero legendario que fue maldecido por el Dios Odín debido a su romance ilícito con una Valquiria. Posterior a ella Grodd cuenta la historia del príncipe Jon, luego se muestra al Rey hielo en un Flashback teniendo una lucha contra el príncipe Vikingo, presumiblemente muere en la batalla ya que el príncipe se muestra posteriormente, además no queda claro si esta versión tiene alguna conexión con el original o si es otra.